# Бархатово (Ісетський район)
Ба́рхатово (рос. Бархатово) — село у складі Ісетського району Тюменської області, Росія.
Населення — 707 осіб (2010, 704 у 2002).
Національний склад станом на 2002 рік:
- росіяни — 89 %